# Selenka
Selenka (lat. Selinum) je biljni rod iz porodice štitarki iz Europe i Zapadne Azije
To su trajnice sa 9 do 11 vrsta, od kojih u Hrvatskoj raste jedino gola selenka (Selinum carvifolia)

## Vrste
1. Selinum alatum (M.Bieb.) Poir.
2. Selinum broteroi Hoffmanns. & Link
3. Selinum carvifolia (L.) L.
4. Selinum coniifolium (Boiss.) Leute
5. Selinum filicifolium (Edgew.) Nasir
6. Selinum pauciradiatum (Sommier & Levier) Leute
7. Selinum physospermifolium (Albov) Hand
8. Selinum rhodopetalum (Pimenov & Kljuykov) Hand
9. Selinum vaginatum (Edgew.) C.B.Clarke

Selinum longicalycium M.L.Sheh, možda je sinonim za Ligusticopsis longicalycia, a Selinum cryptotaenium H.Boissieu, za Ligusticopsis cryptotaenia (H.Boissieu) Lavrova.